# Jokosuka
Jokosuka (japonsky: 横須賀市; Jokosuka-ši) je přístavní město v prefektuře Kanagawa v Japonsku. Nachází se na západním břehu Tokijského zálivu na poloostrově Miura. Rozprostírá se napříč celým poloostrovem až k zálivu Sagami na západě.
Dnes je Jokosuka 12. nejlidnatějším městem v regionu Kantó a svoji vojenskou námořní základnu tu mají Japonské námořní síly sebeobrany a americká pacifická 7. flota.

## Historie
V období Heian (794–1185), v roce 1063, založil Muraoka Tamemiči na místě dnešní Jokosuky hrad Kinugasa a přijal příjmení Miura. Hrad padl během bitvy u Kinugasy v roce 1187.